# Ericiolacerta

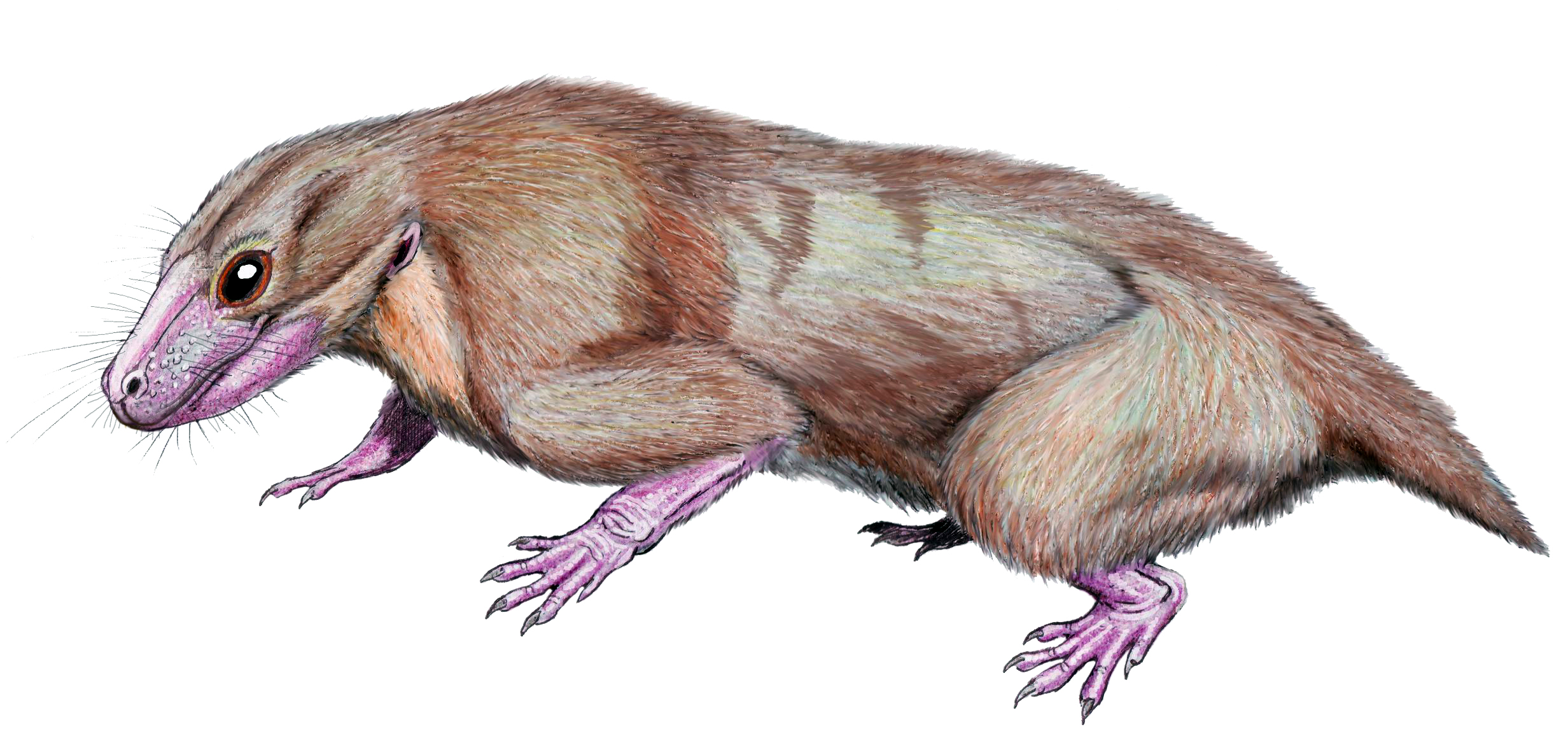
Художня реконструкція

Ericiolacerta — вимерлий рід дрібних тероцефалових терапсидів раннього тріасу ПАР та Антарктиди.

## Характеристики
Тварина була ≈ 20 сантиметрів у довжину, з довгими кінцівками та відносно маленькими зубами. Ймовірно, вид харчувався комахами та іншими дрібними безхребетними. У ранньому тріасі африканська флора була багатою. Рослинність використовувалася як притулок і їжа для численних комах, якими харчувалася Ericiolacerta.
Тероцефалії — терапсиди з головами, схожими на ссавців — були в достатку в пермські часи, але лише деякі з них дійшли до тріасу. Ericiolacerta була однією з них. Цілком можливо, що вони дали початок цинодонтам, єдиній групі терапсидів, яка збереглася до посттріасового періоду. Цинодонти дали початок ссавцям.
Маленькі отвори в області морди черепа дозволяють припустити, що, можливо, на морді були розвинені органи чуття, такі як вуса. Піднебіння відокремлювало дихальний прохід від зони приймання їжі. Це свідчить про ефективний механізм харчування, який може вказувати на теплокровний спосіб життя.
Ericiolacerta, що означає «ящірка-їжак», була названа в 1931 році.